# 東京都道445号常盤台赤羽線
東京都道445号常盤台赤羽線（とうきょうとどう445ごう ときわだいあかばねせん）は、東京都板橋区東新町から、東京都北区岩淵町に至る特例都道である。ただし板橋区前野町四丁目（前野本通りとの交差点）から板橋区小豆沢一丁目の板橋区・北区の区境付近までは板橋区道である。

## 概要
- 起点：東新町交差点（国道254号）
- 終点：赤羽交差点（国道122号）

※前述のとおり前野町四丁目（前野本通りとの交差点）から板橋区小豆沢一丁目（板橋区・北区の区境付近）までは板橋区道1954-1～3号線である。よって本路線は国道17号とは交差していない。
- 都市計画路線名：補86、補85、補助245
- 旧道：赤羽西六郵便局の南側の交差点から東に現道まで通じる道路は本路線の旧道であり、445号線として指定されている。距離標も残っている。また、北区桐ヶ丘一丁目（赤羽郷バス停付近）の2キロポストもこの旧道を基準とした距離であり、かつ、前述の板橋区道の区間を除いた距離になっている。
- 計画：補助85号は八幡神社南側から赤羽交差点のやや北西側に通じる計画であり、一部は開通済み、用地取得済みである。

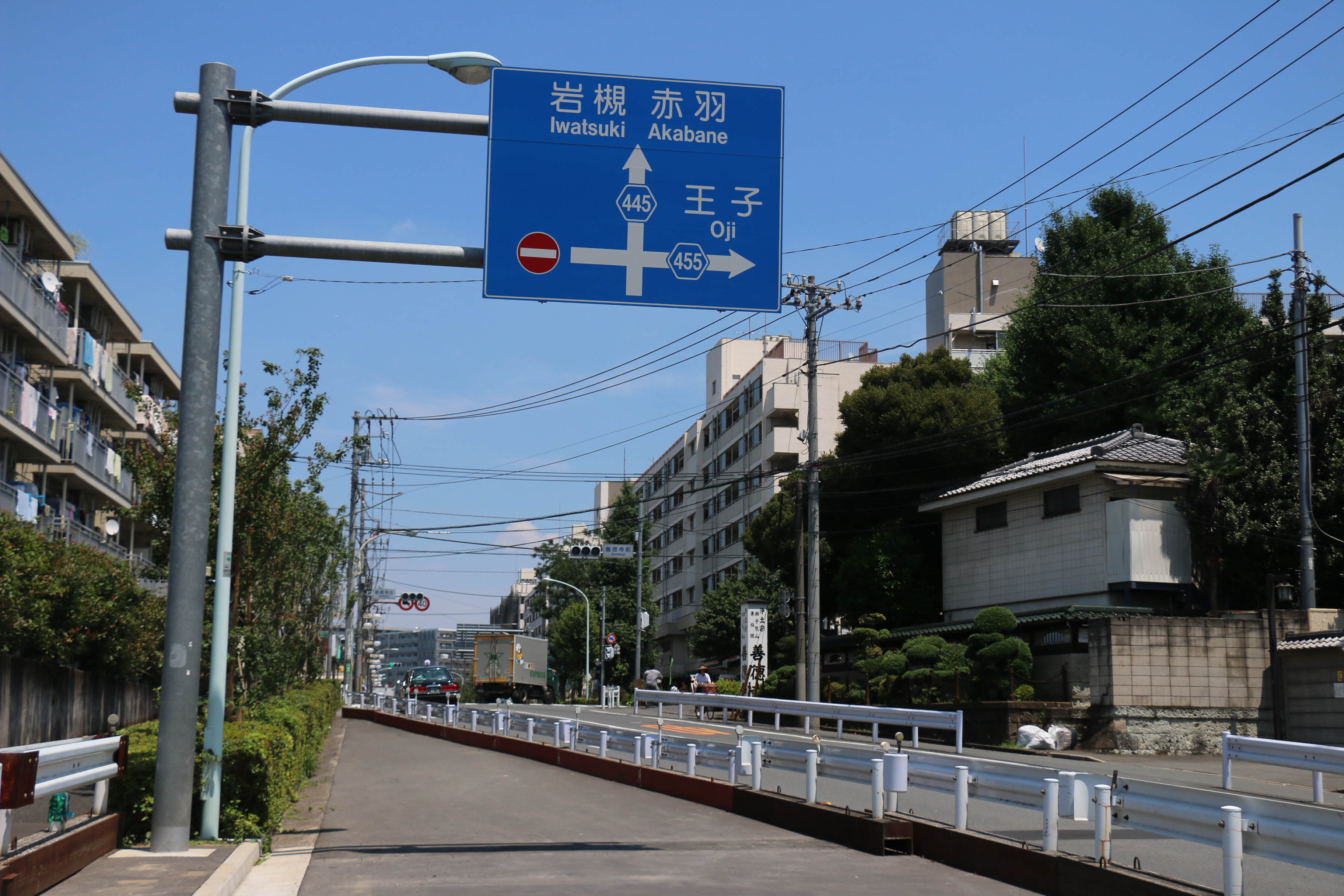
善徳寺前交差点付近

## 通過する自治体
- 東京都
  - 板橋区
  - 北区

## 通称
- 前野中央通り（東新町交差点 - 志村警察署前交差点）
- 福寿通り（志村警察署前交差点 - 赤羽交差点）

※ただし国道17号線を挟む区間は区道である。

## 交差する道路
| 交差する道路                       | 交差点名 | 所在地 | 所在地 | 所在地 |
| ---------------------------------- | -------- | ------ | ------ | ------ |
| 国道254号                          | 東新町   | 東京都 | 板橋区 | 東新町 |
| （ときわ通り）                     |          | 東京都 | 板橋区 | 常磐台 |
| （富士見街道）                     |          | 東京都 | 板橋区 | 常磐台 |
| （前野本通り）                     |          | 東京都 | 板橋区 | 前野町 |
| 東京都道455号本郷赤羽線            | 善徳寺前 | 東京都 | 北区   | 赤羽西 |
| 国道122号・東京都道311号環状八号線 | 赤羽     | 東京都 | 北区   | 赤羽   |

## 周辺の施設
- 東武ストア
- 淑徳大学短期大学部
- 板橋区立前野小学校
- 見次公園　※ただし見次公園の前は区道である。
- 板橋区立志村第二中学校　※ただし志村第二中学校の前は区道である。
- 北区立桐ヶ丘郷小学校
- マルエツ赤羽台店
- 北区立八幡小学校
- 東洋大学赤羽台キャンパス